# Centrosema

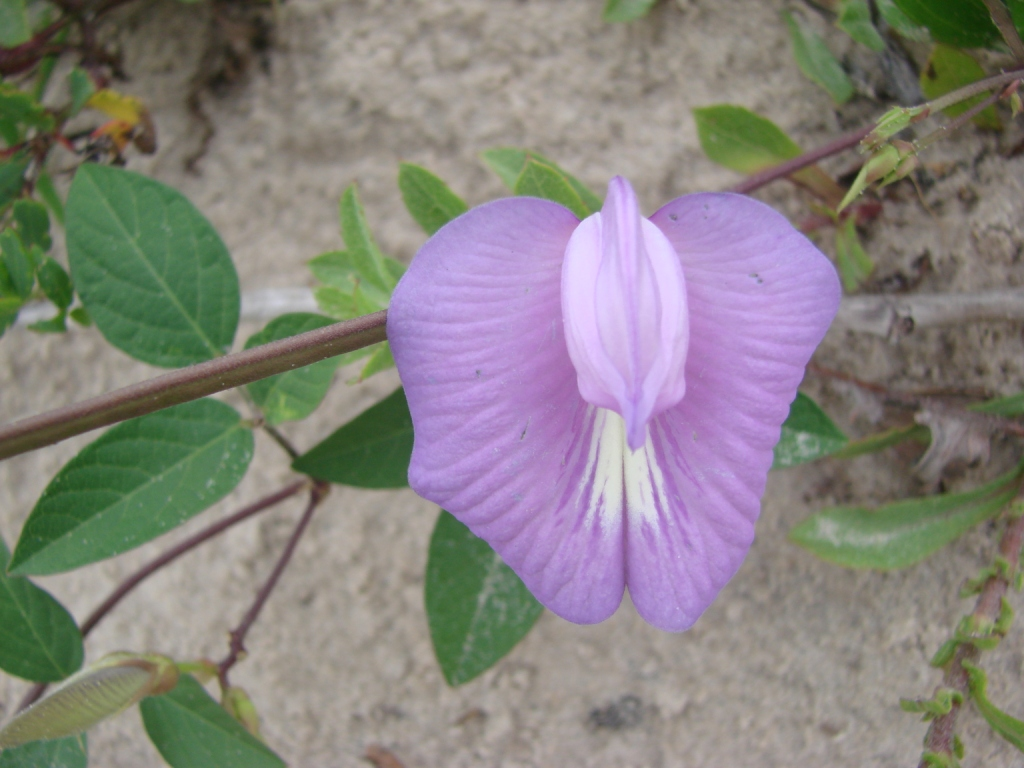
Kvetoucí Centrosema virginianum

Centrosema (Centrosema) je rod rostlin z čeledi bobovité (Fabaceae). Jsou to vytrvalé popínavé byliny povětšině s trojčetnými listy a nápadnými motýlovitými květy různých barev. Rod centrosema zahrnuje asi 36 druhů a je rozšířen v tropické a subtropické Americe. Různé druhy mají význam zejména jako krmné rostliny schopné snášet i sušší podmínky.

## Popis
Centrosemy jsou popínavé byliny, často s dřevnatějící bází vyrůstající z vytrvalého dřevnatého podzemního orgánu (xylopodia). Listy jsou řapíkaté, nejčastěji trojčetné, řidčeji lichozpeřené nebo dlanitě složené, skládající se ze 3 až 7 celokrajných, řapíčkatých, vejčitých až eliptických lístků. Palisty jsou vejčité až trojúhelníkovité, vytrvalé. Květy jsou velké a nápadné, otočené o 180° (spodkem nahoru), nejčastěji purpurové, fialové, růžové, namodralé nebo bílé s purpurovými žilkami. Květy jsou uspořádané v řídkých, úžlabních, dlouze stopkatých hroznech, v nichž se květy často rozvíjejí po jednom. Kalich je krátce zvonkovitý, s horními 2 laloky srostlými a spodními 3 prodlouženými. Pavéza je okrouhlá, na vrcholu vykrojená, na bázi nehetnatá, s krátkou ostruhou. Křídla jsou srpovitě obvejčitá, nad nehtem ouškatá. Člunek je zahnutý, stejně dlouhý nebo o něco kratší než křídla. Tyčinek je 10, horní tyčinka je volná nebo na bázi srostlá se zbylými 9 tyčinkami. Semeník je téměř přisedlý a obsahuje mnoho vajíček. Čnělka je zahnutá, u vrcholu rozšířená a pod vrcholovou bliznou vousatá. Lusky jsou víceméně přisedlé, čárkovité, zploštělé, zakončené zobanem vzniklým přeměnou vytrvalé čnělky. Pukají 2 chlopněmi. Hřbetní i břišní šev lusků jsou ztlustlé, u některých druhů je spodní šev úzce křídlatý. Semena jsou kulovitá až podlouhlá, s krátkým míškem. Semena jsou v plodu částečně oddělena přehrádkami.

## Rozšíření
Rod Centrosema zahrnuje asi 36 druhů. Je rozšířen v tropických a subtropických oblastech Ameriky od východních oblastí USA po Jižní Ameriku. Nejvíc druhů se vyskytuje v Brazílii. Do USA zasahuje jediný druh, Centrosema virginianum. Některé druhy byly introdukovány i do jiných částí světa, kde zdomácněly. Zplaňují zejména na písčitých a dobře propustných hlinitých půdách.

## Význam
Centrosemy jsou důležité krmné rostliny, snášející i extrémní podmínky, jsou však citlivé na sešlap. Pěstují se jako krmivo, zelené hnojení, k ochraně půdy, jako krycí rostliny na tropických plantážích. Mimo Ameriky je jejich pěstování rozšířeno zejména v jihovýchodní Asii a v Austrálii.